# Encyclia bracteata
Encyclia bracteata là một loài lan trong chi Encyclia.

## Hình ảnh

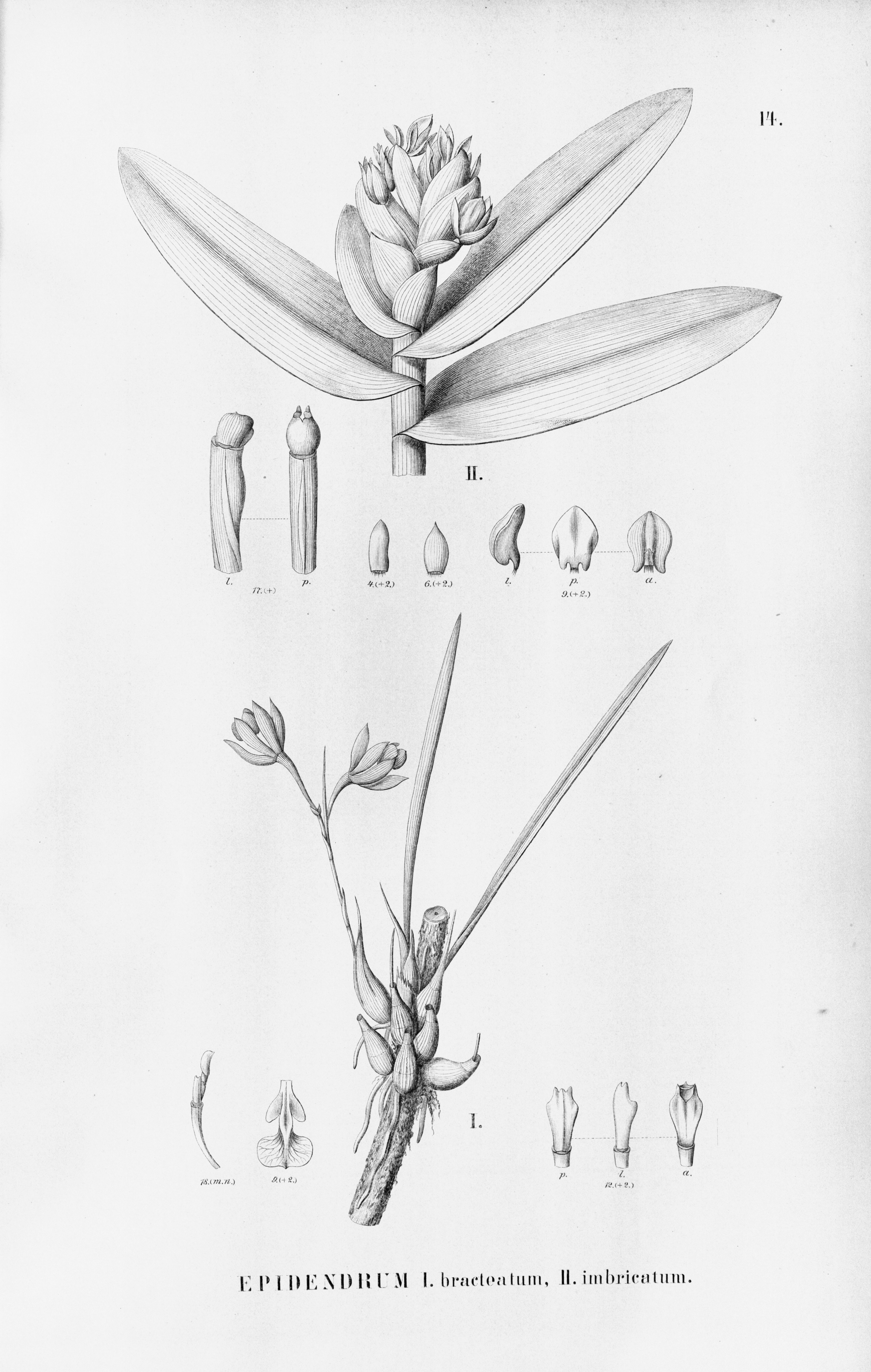
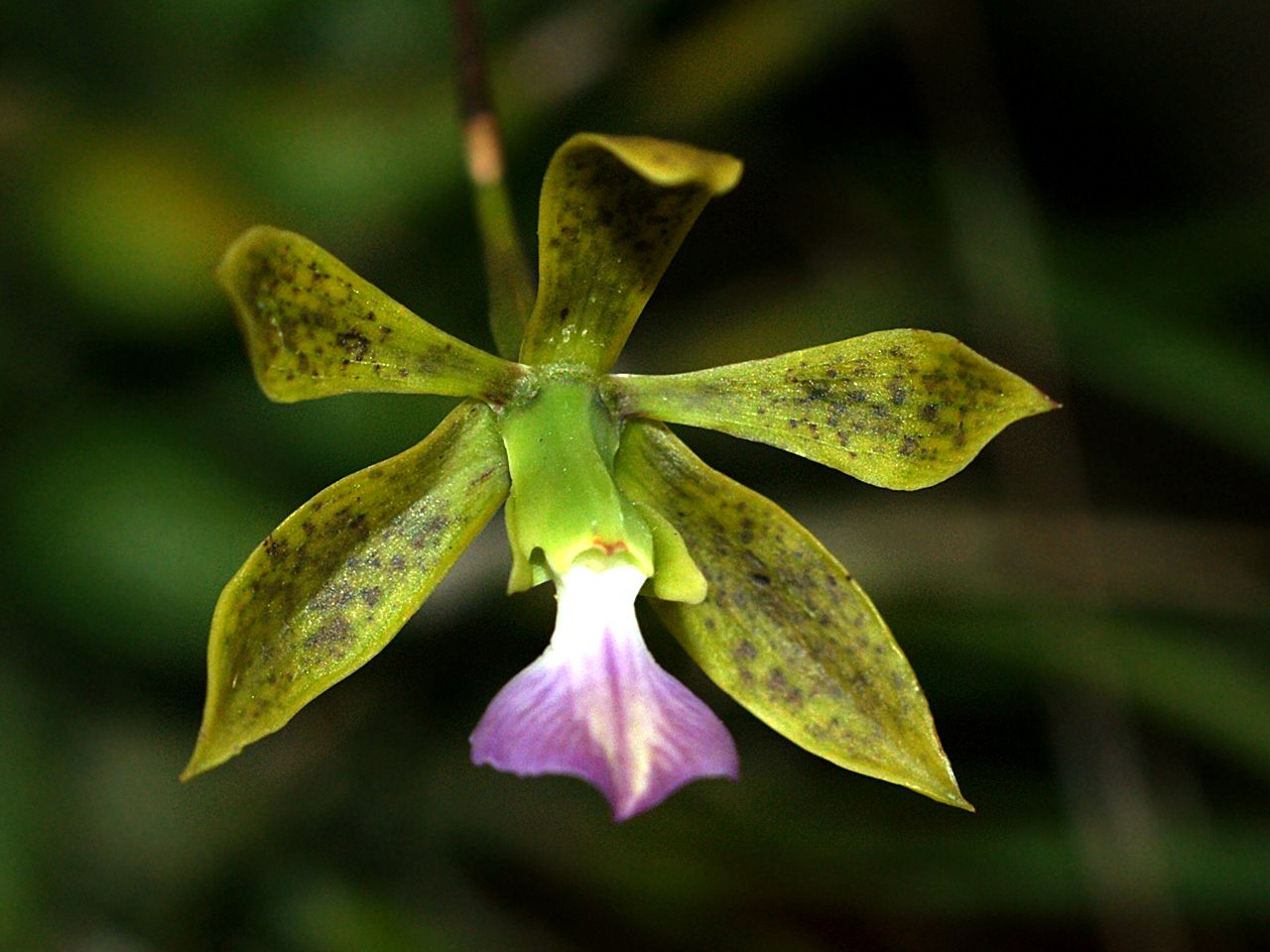